# Liste der denkmalgeschützten Objekte in Atzenbrugg
Die Liste der denkmalgeschützten Objekte in Atzenbrugg enthält die 17 denkmalgeschützten, unbeweglichen Objekte der niederösterreichischen Marktgemeinde Atzenbrugg.

## Denkmäler
| Foto |                 | Denkmal | Standort                                                     | Beschreibung | Metadaten |
| ---- | --------------- | --- | ------------------------------------------------------------ | --- | --- |
| ja   | Datei hochladen | Schlossanlage Atzenbrugg mit Hausberg, Umfriedungsmauer und Nebengebäuden HERIS-ID: 110834 Objekt-ID: 128588 | Schlossplatz 1, 9 Standort KG: Atzenbrugg                    | Das Schloss Atzenbrugg ist ein zweigeschoßiger hakenförmiger Bau, dessen vielfältige Baugeschichte sich bis zum Beginn des 12. Jahrhunderts zurückverfolgen lässt. Im Haupttrakt befindet sich eine Schubert-Gedenkstätte und ein 1986 gegründetes Museum. Der Hausberg ist eine mittelalterliche Anlage östlich des Schlosses im Schlosspark. Der künstlich aufgeschüttete Erdhügel ist von einem teilweise zugeschütteten Ringgraben umgeben. Auf dem Plateau befindet sich ein „Schuberts Komponierhäuschen“ genannter Pavillon aus dem 18. Jahrhundert, der angeblich von Franz Schubert um 1820 als Arbeitsraum verwendet und später zu einer Gedenkstätte umgestaltet wurde. An der Nordseite des Hügels befindet sich eine Kelleranlage mit barockem, pilasterflankiertem Portal aus dem 18. Jahrhundert, und südwestlich die in den Hügel hineingebaute Fatimakapelle, eine rundbogig geöffnete barocke Kapelle aus dem 18. Jahrhundert mit einer neuen Fatimastatue aus dem Jahre 1979. | BDA-Hist.: Q204332 Status: Bescheid Stand der BDA-Liste: 2025-06-30 Name: Schlossanlage Atzenbrugg mit Hausberg, Umfriedungsmauer und Nebengebäuden GstNr.: 3, 10, 12/3, 13, 14, 15 Schloss Atzenbrugg |
| ja   | Datei hochladen | Anlage Schloss Aumühle HERIS-ID: 27336 Objekt-ID: 23853seit 2021                                             | Schubertstraße 19 Standort KG: Atzenbrugg                    | Schon im 13. Jahrhundert wird an dieser Stelle eine Mühle erwähnt, das Schloss in seiner heutigen Form stammt aus Mitte des 17. Jahrhunderts und wurde im 19. Jahrhundert teilweise neu fassadiert. Es ist ein hakenförmiger Bau, der zusammen mit der ehemaligen Mühle einen großen Hof an drei Seiten umschließt. Das Hauptgebäude mit Walmdach weist zwei Seitenrisalite auf, die drei Mittelachsen werden von einem schlichten Dreiecksgiebel bekrönt. | BDA-Hist.: Q105664944 Status: Bescheid Stand der BDA-Liste: 2025-06-30 Name: Anlage Schloss Aumühle GstNr.: 316 Schloss Aumühle                                                                        |
| ja   | Datei hochladen | Mausoleum HERIS-ID: 27356 Objekt-ID: 23873                                                                   | Wiener Landstraße 28, gegenüber Standort KG: Atzenbrugg      | Das Mausoleum wurde 1912 als Grabstätte der Familie Harrasowsky errichtet. Aus einem Gemeinderatsprotokoll des Jahres 1927 geht hervor, dass das Stiftungskapital an die Pfarre Heiligeneich fiel, nachdem das Bauwerk als Friedhofskapelle Verwendung gefunden hatte. | BDA-Hist.: Q37910555 Status: § 2a Stand der BDA-Liste: 2025-06-30 Name: Mausoleum GstNr.: 406 |
| ja   | Datei hochladen | Bildstock hl. Antonius von Padua HERIS-ID: 27326 Objekt-ID: 23843                                            | Standort KG: Atzenbrugg                                      | Der Bildstock mit Antonius-Statue stammt aus der zweiten Hälfte des 18. Jahrhunderts. | BDA-Hist.: Q37910342 Status: § 2a Stand der BDA-Liste: 2025-06-30 Name: Bildstock hl. Antonius von Padua GstNr.: 105                                                                                   |
| ja   | Datei hochladen | Ehem. Wirtschaftsgebäude, heute Gasthof HERIS-ID: 28989 Objekt-ID: 25607                                     | Schlossplatz 1, bei Standort KG: Atzenbrugg                  | Das ehemalige Wirtschaftsgebäude schließt im Süden hakenförmig an das Schloss an. Der langgestreckte Bau unter einem Pultdach hat eine barocke Giebelfassade, im Erdgeschoß Kappengewölbe aus dem 18. Jahrhundert. Heute dient das Gebäude als Gasthaus, der Saal wurde rezent erneuert. | BDA-Hist.: Q37922948 Status: § 2a Stand der BDA-Liste: 2025-06-30 Name: Ehem. Wirtschaftsgebäude, heute Gasthof GstNr.: 10                                                                             |
| ja   | Datei hochladen | Kriegerdenkmal HERIS-ID: 27346 Objekt-ID: 23863                                                              | Heiligeneich, neben der Kirche Standort KG: Moosbierbaum     | Eine Marienstatue unter einem Kreuz mit einem sterbenden Soldaten auf ihrem Schoß; 1921 errichtet. | BDA-Hist.: Q37910494 Status: § 2a Stand der BDA-Liste: 2025-06-30 Name: Kriegerdenkmal GstNr.: 796 |
| ja   | Datei hochladen | Figur hl. Johannes Nepomuk HERIS-ID: 27353 Objekt-ID: 23870                                                  | Heiligeneich, bei der Kirche Standort KG: Moosbierbaum       | Eine Statue aus der zweiten Hälfte des 18. Jahrhunderts. | BDA-Hist.: Q37910537 Status: § 2a Stand der BDA-Liste: 2025-06-30 Name: Figur hl. Johannes Nepomuk GstNr.: 796                                                                                         |
| ja   | Datei hochladen | Ortskapelle HERIS-ID: 27354 Objekt-ID: 23871                                                                 | Heiligeneicher Straße 1, gegenüber Standort KG: Moosbierbaum | Ein 1903 geweihter Rechteckbau mit Dreiecksgiebel und Dachreiter. | BDA-Hist.: Q37910544 Status: § 2a Stand der BDA-Liste: 2025-06-30 Name: Ortskapelle GstNr.: 400 |
| ja   | Datei hochladen | Kath. Pfarrkirche hll. Philipp und Jakob in Heiligeneich HERIS-ID: 27340 Objekt-ID: 23857                    | St.Pöltner Straße 4, bei Standort KG: Moosbierbaum           | Eine dreischiffige Basilika in Josephinischen Stil mit einem Westturm, die über einem gotischen Vorgängerbau errichtet wurde. | BDA-Hist.: Q37910446 Status: Bescheid Stand der BDA-Liste: 2025-06-30 Name: Kath. Pfarrkirche hll. Philipp und Jakob in Heiligeneich GstNr.: 795 Pfarrkirche Heiligeneich                              |
| ja   | Datei hochladen | Friedhofsmauer HERIS-ID: 27342 Objekt-ID: 23859                                                              | Heiligeneich Standort KG: Moosbierbaum                       | Kirchhofmauer beziehungsweise alte Friedhofsmauer mit biedermeierlichen Grabsteinen. Der Friedhof wurde 1881 aufgelassen. Die Grabsteine sind in einem sehr desolaten Zustand (Stand 2012) und offensichtlich dem Verfall preisgegeben. | BDA-Hist.: Q37910463 Status: Bescheid Stand der BDA-Liste: 2025-06-30 Name: Friedhofsmauer GstNr.: 796                                                                                                 |
| ja   | Datei hochladen | Wegkapelle samt Herz Jesu-Statuette HERIS-ID: 27355 Objekt-ID: 23872                                         | Heiligeneicher Straße 5, bei Standort KG: Moosbierbaum       | Rechteckiger Kapellenbildstock aus dem 19. Jahrhundert mit korbbogiger Öffnung, darüber barock geschwungener Giebel. | BDA-Hist.: Q37910549 Status: Bescheid Stand der BDA-Liste: 2025-06-30 Name: Wegkapelle samt Herz Jesu-Statuette GstNr.: 567/1                                                                          |
| ja   | Datei hochladen | Bildstock HERIS-ID: 27352 Objekt-ID: 23869                                                                   | Standort KG: Tautendorf                                      | Ein volkstümlicher Nischenbildstock bei der Brücke über die Perschling mit einer Johannes-Nepomuk-Statue. Vermutlich aus dem 19. Jahrhundert. | BDA-Hist.: Q37910529 Status: § 2a Stand der BDA-Liste: 2025-06-30 Name: Bildstock GstNr.: 509 |
| ja   | Datei hochladen | Ortskapelle HERIS-ID: 27337 Objekt-ID: 23854                                                                 | Untere Barockstraße 6, gegenüber Standort KG: Tautendorf     | Ein Rechteckbau aus dem 18. Jahrhundert mit Dreiecksgiebel und Chorturm. In der Giebelzone befindet sich eine Nische mit einer Maria-Lourdes-Statue. | BDA-Hist.: Q37910415 Status: § 2a Stand der BDA-Liste: 2025-06-30 Name: Ortskapelle GstNr.: .10 Ortskapelle Tautendorf                                                                                 |
| ja   | Datei hochladen | Bildstock HERIS-ID: 27348 Objekt-ID: 23865                                                                   | Standort KG: Trasdorf                                        | Der Bildstock aus dem 18. Jahrhundert steht nördlich von Watzendorf oberhalb der Weingärten. Der gedrungene Pfeiler mit breit gekehlter Kragplatte und quaderförmigem Aufsatz hat eine Rundbogennische, darin eine volkstümliche Darstellung der hl. Notburga von Rattenberg. Anmerkung: siehe Fehlerliste | BDA-Hist.: Q37910510 Status: § 2a Stand der BDA-Liste: 2025-06-30 Name: Bildstock GstNr.: 1068 |
| ja   | Datei hochladen | Bildstock HERIS-ID: 27358 Objekt-ID: 23875                                                                   | Standort KG: Trasdorf                                        | Der spätgotische Bildstock stammt aus dem 16. Jahrhundert. Er hat einen Nischenaufsatz mit Maßwerkgliederung und ein Faltdach. | BDA-Hist.: Q37910561 Status: § 2a Stand der BDA-Liste: 2025-06-30 Name: Bildstock GstNr.: 481/2 |
| ja   | Datei hochladen | Kath. Filialkirche hl. Anna HERIS-ID: 27359 Objekt-ID: 23876                                                 | Kapellenweg 3, gegenüber Standort KG: Trasdorf               | Ein schlichter rechteckiger Saalbau mit Dachreiter, errichtet um 1700. Das Hochaltarbild ist ein Werk von Joseph Adam Ritter von Mölk aus dem Jahr 1782. | BDA-Hist.: Q37910566 Status: § 2a Stand der BDA-Liste: 2025-06-30 Name: Kath. Filialkirche hl. Anna GstNr.: 190                                                                                        |
| ja   | Datei hochladen | Fundzone Satzen/Steigbügel HERIS-ID: 112187 Objekt-ID: 130257                                                | Satzen Standort KG: Trasdorf                                 | Archäologische Fundstätte | BDA-Hist.: Q37829270 Status: Bescheid Stand der BDA-Liste: 2025-06-30 Name: Fundzone Satzen/Steigbügel GstNr.: 32, 47, 48/1, 48/2, 48/3, 503, 504, 505, 506, 507                                       |